# Empyrium
Empyrium — німецький симфо-фолк, дум-метал і дарк-фолк гурт, заснований у 1994 році Маркусом Штоком та Андреасом Бахом.

## Історія
Уперше гурт зібрався взимку 1993–1994 року, у ньому грало четверо музикантів, але на момент запису першого демо-альбому у проекті залишилося тільки двоє: Ульф Теодор Швадорф (Маркус Шток) і Андреас Бах. У цьому складі 1995 року гурт записав перше демо Die wie ein Blitz von Himmel fiel, у яке ввійшло чотири композиції. Після цього Empyrium укладає контракт із німецьким лейблом Prophecy Productions. Узимку 1996 року виходить перший альбом групи — A Wintersunset, який зробив ім'я як групі, так і лейблу та одержав найвищі оцінки європейських метал-видань. Згодом у серпні 1997 року група випускає новий альбом Songs of Moors & Misty Fields, у якому знову на ролі сесійного музиканта записується Надіне Моельтер, яка приєднується до гурту.
Після випуску другого альбому Андреас Бах вирішив залишити гурт. На його місце узяли Томаса Хельма і взимку 1999 року група випускає третій альбом Where at Night the Wood Grouse Plays, який дещо відрізняється від попередніх робіт.
На початку 2002 року вийшов міні-альбом Auszuge aus Weiland, а потім і четвертий, довгоочікуваний Weiland, який був повністю записаний тільки з використанням класичних інструментів.

## Склад
Поточні учасники
- Маркус Шток (з 1994) — вокал, гітара, бас, ударні
- Томас Хельм (з 2002) — вокал, клавишні

Колишні учасники
- Андреас Бах (1994—1998) — синтезатори
- Надин Молтер (1997—1999) — віолончель, флейта[1]

## Дискографія
- 1995 «…Der wie ein Blitz vom Himmel fiel…» (demo)
- 1996 «A Wintersunset…»
- 1997 «Songs of Moors and Misty Fields»
- 1999 «Where at Night the Wood Grouse Plays»
- 2002 «Weiland»
- 2006 «A Retrospective…» (компіляція)
- 2014 «The Turn of the Tides»
- 2015 «The Mill» (EP)[2]